# Roberto D'Alessandro
Roberto D'alessandro (Arroyo Seco, Santa Fe, Argentina, 21 de abril de 1919, fallecido el 22 de octubre de 1959) fue un futbolista argentino. Se desempeñó como delantero.

## Trayectoria
Debutó en Rosario Central en el año 1935 donde jugó hasta 1938. Marcó su primer gol en el equipo canalla contra Central Córdoba en la victoria de su equipo por 3 a 2 el 19 de mayo de 1935. Con los auriazules ganó 2 Ligas de Primera División profesionales rosarinas, y 2 Copas locales oficiales. Marcó un gol decisivo para que Rosario Central se impusiera en partido desempate ante su clásico rival Newell's Old Boys por 3-2 y se coronara campeón por primera vez en la era profesional. El encuentro se jugó el 19 de julio de 1936 en cancha de Gimnasia y Esgrima de Rosario.
En 1939 pasó al River Plate donde no jugó muchos partidos pese a tener un altísimo promedio de gol de 0,89 tantos por partido y en 1943 fue transferido a Racing Club de Avellaneda donde marco 64 tantos en casi un centenar de partidos jugados y club en el cual se retiró. No es de conocimiento público si participó o no alguna vez con la camiseta de la selección argentina o de cualquier otra. Una lesión que sufrió en 1941 fue lo que permitió al domingo siguiente, que apareciera por primera vez en escena la famosa delantera denominada La máquina
Debut en River:14-5-1939 (9·F) River Plate:2 vs Atlanta:1.
Primer Gol:26-11-1939 (33·F) River Plate:5 vs Lanús:2 (4 goles) (PT:31', ST:14',22' y 31').
Último Gol:4-10-1942 (23·F) River Plate:4 vs Chacarita Juniors:0 (2 goles) (PT:12' y ST:42').
Último Partido:11-10-1942 (24·F) Ferro Carril Oeste:0 vs River Plate:0.
Debut en Racing:18-4-1943 (1·F) Racing Club:1 vs Boca Juniors:3.
Primer Gol:2-5-1943 (3·F) Racing Club:1 vs Lanús:1 (PT:44').
Último Gol:5-10-1947 (24·F) Racing Club:5 vs Banfield:2 (ST:44').
Último Partido:19-10-1947 (26·F) Racing Club:1 vs Estudiantes (La Plata):2.

## Clubes
| Club                | País      | Año         | PJ  | Anotado |
| ------------------- | --------- | ----------- | --- | ------- |
| Rosario Central     | Argentina | 1935 - 1938 | 38  | 19      |
| River Plate         | Argentina | 1939 - 1942 | 58  | 50      |
| Racing Club         | Argentina | 1943 - 1947 | 99  | 64      |
| TOTAL EN SU CARRERA | Argentina | 1935 - 1947 | 195 | 133     |

## Palmarés

### Campeonatos regionales oficiales
| Título                    | Club            | País      | Año  |
| ------------------------- | --------------- | --------- | ---- |
| Torneo Preparación        | Rosario Central | Argentina | 1936 |
| Primera División Rosarina | Rosario Central | Argentina | 1937 |
| Torneo Ivancich           | Rosario Central | Argentina | 1937 |
| Primera División Rosarina | Rosario Central | Argentina | 1938 |

### Campeonatos nacionales oficiales
| Título                        | Club        | País      | Año  |
| ----------------------------- | ----------- | --------- | ---- |
| Primera División de Argentina | River Plate | Argentina | 1941 |
| Copa Adrián C. Escobar        | River Plate | Argentina | 1941 |
| Copa Dr. Carlos Ibarguren     | River Plate | Argentina | 1941 |
| Primera División de Argentina | River Plate | Argentina | 1942 |
| Copa de Competencia Británica | Racing Club | Argentina | 1945 |

### Copas internacionales oficiales
| Título     | Club        | Sede                | Año  | Resultado |
| ---------- | ----------- | ------------------- | ---- | --------- |
| Copa Aldao | River Plate | Argentina · Uruguay | 1941 | Campeón   |